# 拜占斯
拜占斯（古希臘語：Βύζας、現代希臘語：Βύζαντας、英語：Byzas），在希臘傳說裡是拜占庭的建立者，拜占庭即是後來的君士坦丁堡及伊斯坦堡。

## 拜占庭的建立
拜占斯是一位來自多利亞人城市墨伽拉的希臘殖民者，他是尼索斯的兒子，尼索斯在德爾斐接受阿波羅的神諭。神諭指示拜占斯在「盲者之國」對岸定居，拜占斯領導一群墨伽拉殖民者找到迦克墩對岸，迦克墩位於博斯普魯斯海峽及金角灣會合並流入馬爾馬拉海之處。他確定迦克墩人不知道對岸的條件較阿拉伯這一邊優秀。公元前667年，他在歐洲建立拜占庭，完成了神諭的任務。

## 波塞冬之子
希臘神話裡，拜占斯是波塞冬及姬羅伊莎（Keroessa）的兒子。
宙斯與阿爾戈斯國王伊納科斯的女兒伊俄相愛。宙斯暫時將他的情人變成牝牛，使她免受妻子赫拉的怒火波及。在她流浪的過程裡，伊俄渡過博斯普魯斯海峽，海峽因而得名（博斯普魯斯海峽在希臘語解作牛涉水而過）。在伊俄恢復原貌後，她生下了女兒姬羅伊莎。
姬羅伊莎後來為宙斯的長兄海神波塞冬誕下兒子，那就是拜占斯。